# Alberto Paloschi
Alberto Paloschi (ur. 4 stycznia 1990 w Chiari) – włoski piłkarz występujący na pozycji napastnika. Były młodzieżowy reprezentant Włoch.

## Kariera klubowa

### Początki
Alberto Paloschi urodził się w miejscowości Chiari, położonej nieopodal Brescii. Przygodę z piłką nożną rozpoczynał w Mediolanie, gdzie trenował w zespole AC Milan. Początkowo nie był wyróżniającym się zawodnikiem wśród rówieśników, jednak z czasem stawał się coraz ważniejszą postacią Primavery – zespołu Milanu do lat 20. Razem z nim w sezonie 2007/2008 włoski napastnik występował w rozgrywkach Campionato Primavera, turnieju Viareggio oraz w Młodzieżowym Pucharze Włoch.

### AC Milan
W sezonie 2007/2008 Paloschi został włączony do dorosłej kadry AC Milan i otrzymał koszulkę z numerem 43. W Milanie zadebiutował 20 grudnia 2007 w przegranym 1:2 pojedynku Pucharu Włoch przeciwko Catanii. Włoch rozegrał całe spotkanie i w 59. minucie zdobył honorowego gola dla swojego zespołu. Paloschi wystąpił również w rewanżowym meczu z Catanią. Wówczas na boisku pojawił się w 46. minucie i w 68. minucie ustalił wynik spotkania na 1:1.
Po rozegraniu dwóch meczów w seniorskiej drużynie Milanu, Carlo Ancelotti nie powoływał Paloschiego do zespołu przez dwa miesiące. Z powodu kontuzji podstawowych napastników włoskiego klubu Ancelotti zabrał młodego zawodnika na mecz Serie A ze Sieną, który został rozegrany 10 lutego 2008. Paloschi w 63. minucie tego spotkania zmienił Serginho i 20 sekund po pojawieniu się na boisku zdobył gola. Włoch wykorzystał długie podanie od Clarence’a Seedorfa i z okolic szesnastego metra pokonał bramkarza rywali uderzeniem z woleja. Był to pierwszy kontakt z piłką Paloschiego, a jego bramka zapewniła Milanowi zwycięstwo. Po meczu trener Ancelotti skomentował występ swojego gracza następująco:

Nie każdy byłby w stanie zrobić to, co Alberto. To niesamowite, myślę że to było zapisane w gwiazdach. On ma dar do odnajdywania się w sytuacjach strzeleckich. Przyszłość należy do niego. Paloschi jest bardzo obiecującym piłkarzem. Pozostanie z nami i będzie trenował z nami, dopóki nie wróci Pato. Mecz był trudny. Wiedzieliśmy, że niektórzy zawodnicy są zmęczeni po meczach w reprezentacjach, inni zagrali po długiej nieobecności, oni wiedzieli o naszych problemach. W meczu czekaliśmy na odpowiednią okazję i udało się.

Po raz pierwszy w podstawowym składzie Milanu Paloschi wystąpił 13 lutego w zremisowanym 1:1 ligowym pojedynku z Livorno. 19 marca w dziesiątej minucie przegranego 1:2 spotkania przeciwko Sampdorii włoski piłkarz zmienił kontuzjowanego Kakę i w 71. minucie strzelił honorowego gola dla Milanu. W sezonie 2007/2008 Paloschi razem ze swoją drużyną zajął piąte miejsce w tabeli Serie A. W lidze rozegrał siedem meczów i strzelił dwie bramki.

### Parma
W letnim okienku transferowym włoska prasa rozpisywała się na temat przyszłości Paloschiego. Gazeta Corriere Dello Sport napisała, że zawodnik na sezon 2008/2009 zostanie wypożyczony do Regginy, jednak nie doszło to do skutku. Przed rozpoczęciem ligowych rozgrywek do Milanu zostali sprowadzeni między innymi Andrij Szewczenko, Ronaldinho i Marco Borriello, przez co Paloschi nie miał szans na regularne występy. 27 sierpnia Włoch odszedł ostatecznie do spadkowicza z Serie A – Parmy, działacze której za 2,2 miliona euro wykupili połowę praw do karty zawodnika. Po sfinalizowaniu umowy na temat Paloschiego wypowiedział się dyrektor sportowy Parmy – Alessandro Melli:

Alberto jest bardzo utalentowany i pomoże nam w tych trudnych dla nas rozgrywkach. Dla niego to będzie okazja, aby się rozwijać, dla nas, aby wrócić do Serie A. Parma to dla niego właściwe miejsce.

W barwach nowego klubu Paloschi zadebiutował 29 sierpnia podczas zremisowanego 1:1 spotkania Serie B z Rimini, kiedy to w przerwie meczu zmienił Witala Kutuzaua. Pierwszego gola dla Parmy zdobył 13 września w zwycięskim 4:1 pojedynku ligowym przeciwko Anconie. 13 marca 2009 Włoch strzelił dwie bramki w wygranym 4:1 meczu z Empoli FC, a tyle samo goli zdobył 23 maja podczas zwycięskiego 4:0 meczu przeciwko Vicenzy. W sezonie 2008/2009 Parma w tabeli Serie B zajęła drugie miejsce za Bari i wywalczyła awans do pierwszej ligi. Paloschi rozegrał w lidze 39 meczów, w tym 27 w podstawowym składzie. Strzelił w nich 12 bramek, tyle samo co jego klubowy kolega – Cristiano Lucarelli.
16 czerwca 2009 oficjalna strona internetowa Milanu poinformowała o przedłużeniu umowy w sprawie współwłasności karty zawodniczej Paloschiego i tym samym Włoch pozostał w Parmie na sezon 2009/2010. W meczu pierwszej kolejki ligowych rozgrywek z Udinese Calcio piłkarz strzelił jednego gola, a spotkanie zakończyło się remisem 2:2. W pojedynku drugiej kolejki przeciwko Catanii Paloschi zdobył zwycięską bramkę na 2:1. W listopadzie Paloschi w jednym z wywiadów powiedział, że latem chciał za wszelką cenę zostać w Parmie, ponieważ nie czuł się jeszcze gotowy na powrót do Milanu. Z powodu problemów zdrowotnych Włoch w sezonie 2009/2010 wystąpił tylko w 17 spotkaniach Serie A. Piłkarz w ciągu roku urósł 5 centymetrów i zaczęły pojawiać się u niego problemy z mięśniami. 8 listopada 2010 opuścił przedwcześnie plac gry w meczu z Chievo i na boisko powrócił ponad miesiąc później. 14 lutego 2010 w pojedynku przeciwko S.S. Lazio również doznał kontuzji i więcej w ligowych rozgrywkach już nie wystąpił.
25 czerwca 2010 ogłoszono, że umowa o współwłasności zawodnika pomiędzy Milanem i Parmą zostanie przedłużona o kolejny sezon, a co za tym idzie Paloschi w trakcie rozgrywek 2010/2011 wciąż będzie grał w Parmie.

### Genoa, powrót do Milanu i wypożyczenie do Chievo
W styczniu 2011 roku Genoa CFC wykupiła połowę karty zawodnika od Parmy. Paloschi wystąpił w 12 spotkaniach strzelając 2 bramki.
Latem 2011 roku poinformowano o wykupieniu przez Milan połowy karty od Genoi, co oznaczało powrót piłkarza do Mediolanu, sam piłkarz zapowiedział, że będzie walczył o pozostanie w drużynie.
8 sierpnia został wypożyczony do Chievo Werona.

## Kariera reprezentacyjna

### Drużyny juniorskie
Paloschi ma za sobą występy w młodzieżowych reprezentacjach Włoch. 17 listopada 2006 w wygranym 4:0 meczu z Andorą zadebiutował w zespole U-17 i w spotkaniu tym zdobył jednego gola. Dwa dni później strzelił dwie bramki w zakończonym takim samym rezultatem pojedynku przeciwko Malcie. Łącznie dla reprezentacji U-17 Paloschi rozegrał dziewięć meczów i zdobył cztery gole.
15 listopada 2007 zadebiutował w reprezentacji U-19, a Włosi pokonali 3:0 Chorwację. Wychowanek Milanu brał udział w eliminacjach do Mistrzostw Europy 2007, jednak jego drużyna nie zakwalifikowała się do turnieju. Paloschi wystąpił natomiast na Mistrzostwach Europy 2008, na których razem z zespołem narodowym wywalczył srebrny medal. Dla drużyny U-19 Paloschi zdobył dwa gole w pięciu występach.
W reprezentacji U-20 rozegrał jedno spotkanie. 10 września wystąpił w wygranym 5:2 pojedynku ze Szwajcarią.

### Reprezentacja do lat 21
W marcu 2008 Paloschi znalazł się w kadrze reprezentacji Włoch do lat 21 na spotkanie z Azerbejdżanem, jednak cały mecz spędził na ławce rezerwowych. W zespole U-21 zadebiutował 18 listopada tego samego roku w przegranym 0:1 pojedynku z Niemcami. 25 marca 2009 Paloschi strzelił jednego z goli w zremisowanym 2:2 meczu z Austrią.

## Styl gry i umiejętności
Największymi atutami Paloschiego są waleczność oraz umiejętność ustawienia się w polu karnym. Włoch dużo rusza się po boisku i absorbuje uwagę obrońców. Carlo Ancelotti powiedział, że wychowanek Milanu ma dar do odnajdywania się w sytuacjach strzeleckich. Włoskie media nazwały Paloschiego następcą Filippo Inzaghiego, jednak młody zawodnik jest lepiej wyszkolony technicznie. W jednym z wywiadów Paloschi przyznał, że jego piłkarskim idolem jest właśnie Inzaghi.
W lipcu 2008 dziennik The Sun umieścił Paloschiego na drugim miejscu w klasyfikacji najbardziej utalentowanych piłkarzy do dziewiętnastu lat. Pierwszą lokatę zajął Scott Sinclair.